# Polo aquático no Campeonato Mundial de Esportes Aquáticos de 2022 - Masculino
O torneio masculino de polo aquático no Campeonato Mundial de Esportes Aquáticos de 2022 em Budapeste, na Hungria, foi disputado entre 21 de junho a 3 de julho.

## Qualificação
| Evento                                                     | Datas                              | Sede      | Vagas | Qualificados                        |
| ---------------------------------------------------------- | ---------------------------------- | --------- | ----- | ----------------------------------- |
| Nação anfitriã                                             | —                                  | —         | 1     | Hungria                             |
| Liga Mundial                                               | 26 de junho a 1 Julho de 2020      | Tbilisi   | 2     | Montenegro · Estados Unidos         |
| Jogos Olímpicos de 2020                                    | 25 de julho a 8 de agosto de 2021  | Tóquio    | 4     | Sérvia · Grécia · Espanha · Croácia |
| Campeonato Europeu de 2020                                 | 14 de janeiro a 26 Janeiro de 2020 | Budapeste | 2     | Itália · Rússia · Alemanha          |
| Copa Intercontinental de 2022 (Eliminatórias das Américas) | 7 de março a 13 de março de 2022   | Lima      | 2     | Canadá · Brasil                     |
| Seleção Asiática                                           | —                                  | —         | 2     | Cazaquistão · Japão                 |
| Seleção Africana                                           | —                                  | —         | 1     | África do Sul                       |
| Seleção da Oceania                                         | —                                  | —         | 1     | Austrália                           |
| Vaga extra                                                 | —                                  | —         | 1     | Geórgia                             |
| Total                                                      |                                    |           | 16    |                                     |

A Rússia foi excluída devido à Invasão da Ucrânia pela Rússia em 2022.

## Sorteio
O sorteio dos grupos ocorreu dia 12 de abril de 2022. Os potes foram distribuídos da seguinte forma.
| Pote 1                              | Pote 2                                         | Pote 3                                 | Pote 4                                        |
| ----------------------------------- | ---------------------------------------------- | -------------------------------------- | --------------------------------------------- |
| Sérvia · Grécia · Hungria · Espanha | Montenegro · Estados Unidos · Croácia · Canadá | Brasil · Itália · Alemanha · Austrália | África do Sul · Cazaquistão · Japão · Geórgia |

O sorteio resultou nos seguintes grupos:
| Grupo A    | Grupo B  | Grupo C       | Grupo D        |
| ---------- | -------- | ------------- | -------------- |
| Hungria    | Grécia   | Espanha       | Sérvia         |
| Montenegro | Croácia  | Canadá        | Estados Unidos |
| Brasil     | Alemanha | Itália        | Austrália      |
| Geórgia    | Japão    | África do Sul | Cazaquistão    |

## Medalhistas
| Ouro | Prata | Bronze |
| Espanha · Unai Aguirre · Alberto Munarriz · Álvaro Granados · Bernat Sanahuja · Miguel de Toro · Marc Larumbe · Martin Famera · Sergi Cabanas · Roger Tahull · Felipe Perrone · Blai Mallarach · Alejandro Bustos · Eduardo Lorrio · Treinador: · David Lozano | Itália · Marco Del Lungo · Francesco Di Fulvio · Luca Damonte · Matteo Iocchi Gratta · Andrea Fondelli · Giacomo Canella · Luca Marziali · Gonzalo Echenique · Nicholas Presciutti · Lorenzo Bruni · Edoardo Di Somma · Vincenzo Dolce · Gianmarco Nicosia · Treinador: · Alessandro Campagna | Grécia · Emmanouil Zerdevas · Konstantinos Genidounias · Dimitrios Skoumpakis · Stathis Kalogeropoulos · Ioannis Fountoulis · Alexandros Papanastasiou · Giorgos Dervisis · Stylianos Argyropoulos · Konstantinos Gouvis · Costas Kakaris · Dimitrios Nikolaidis · Angelos Vlachopoulos · Panagiotis Tzortzatos · Treinador: · Thodoris Vlachos |

## Formato da disputa
Os 16 participantes foram divididos em quatro grupos com quatro integrantes de primeira fase. As equipes enfrentam as outras equipes de seu grupo uma única vez, ao final das três rodadas, a primeira colocada de cada grupo se classifica direto para as quartas-de-final. As equipes que ocuparem a segunda e a terceira posições disputarão as oitavas-de-final. A quarta colocada de cada grupo disputará do 13º ao 16º lugar.

## Primeira fase
Todas as partidas seguem o horário local  (UTC+2)

### Grupo A
| Pos. | Seleção    | PT | J | V | E | D | GM | GS | SG  |
| ---- | ---------- | -- | - | - | - | - | -- | -- | --- |
| 1.   | Hungria    | 6  | 3 | 3 | 0 | 0 | 50 | 28 | +22 |
| 2.   | Montenegro | 4  | 3 | 2 | 0 | 1 | 38 | 26 | +12 |
| 3.   | Geórgia    | 2  | 3 | 1 | 0 | 2 | 37 | 38 | -1  |
| 4.   | Brasil     | 0  | 3 | 0 | 0 | 3 | 21 | 54 | -33 |

| 21 de junho de 2022 19:30 | Súmula | Brasil                                     | 10–14 | Geórgia           | Alfréd Hajós Swimming Complex, Budapeste Árbitros: Maro Savinović (CRO), Dion Willis (RSA) |
| 21 de junho de 2022 19:30 | Súmula | Pontuação por períodos: 2–2, 3–3, 3–6, 2–3 |       |                   | Alfréd Hajós Swimming Complex, Budapeste Árbitros: Maro Savinović (CRO), Dion Willis (RSA) |
| 21 de junho de 2022 19:30 | Súmula | Freitas 4                                  | Gols  | Sarić, Vapenski 4 | Alfréd Hajós Swimming Complex, Budapeste Árbitros: Maro Savinović (CRO), Dion Willis (RSA) |

| 21 de junho de 2022 21:00 | Súmula | Montenegro                                 | 8–12 | Hungria   | Alfréd Hajós Swimming Complex, Budapeste Árbitros: Michael Goldenberg (USA), Frank Ohme (GER) |
| 21 de junho de 2022 21:00 | Súmula | Pontuação por períodos: 3–3, 1–3, 2–3, 2–3 |      |           | Alfréd Hajós Swimming Complex, Budapeste Árbitros: Michael Goldenberg (USA), Frank Ohme (GER) |
| 21 de junho de 2022 21:00 | Súmula | Petković 4                                 | Gols | Zalánki 4 | Alfréd Hajós Swimming Complex, Budapeste Árbitros: Michael Goldenberg (USA), Frank Ohme (GER) |

| 23 de junho de 2022 19:30 | Súmula | Geórgia                                    | 9–10 | Montenegro | Alfréd Hajós Swimming Complex, Budapeste Árbitros: Pascal Bouchez (FRA), Maro Savinović (CRO) |
| 23 de junho de 2022 19:30 | Súmula | Pontuação por períodos: 1–4, 3–0, 3–4, 2–2 |      |            | Alfréd Hajós Swimming Complex, Budapeste Árbitros: Pascal Bouchez (FRA), Maro Savinović (CRO) |
| 23 de junho de 2022 19:30 | Súmula | Vasić 5                                    | Gols | Đurđić 4   | Alfréd Hajós Swimming Complex, Budapeste Árbitros: Pascal Bouchez (FRA), Maro Savinović (CRO) |

| 23 de junho de 2022 21:00 | Súmula | Hungria                                    | 20–6 | Brasil | Alfréd Hajós Swimming Complex, Budapeste Árbitros: Andrew Carney (AUS), Frank Ohme (GER) |
| 23 de junho de 2022 21:00 | Súmula | Pontuação por períodos: 7–1, 4–2, 3–1, 6–2 |      |        | Alfréd Hajós Swimming Complex, Budapeste Árbitros: Andrew Carney (AUS), Frank Ohme (GER) |
| 23 de junho de 2022 21:00 | Súmula | three players 3                            | Gols | Real 2 | Alfréd Hajós Swimming Complex, Budapeste Árbitros: Andrew Carney (AUS), Frank Ohme (GER) |

| 25 de junho de 2022 19:30 | Súmula | Brasil                                     | 5–20 | Montenegro       | Alfréd Hajós Swimming Complex, Budapeste Árbitros: Andrew Carney (AUS), Frank Ohme (GER) |
| 25 de junho de 2022 19:30 | Súmula | Pontuação por períodos: 0–4, 2–6, 0–7, 3–3 |      |                  | Alfréd Hajós Swimming Complex, Budapeste Árbitros: Andrew Carney (AUS), Frank Ohme (GER) |
| 25 de junho de 2022 19:30 | Súmula | cinco jogadores 1                          | Gols | três jogadores 3 | Alfréd Hajós Swimming Complex, Budapeste Árbitros: Andrew Carney (AUS), Frank Ohme (GER) |

| 25 de junho de 2022 21:00 | Súmula | Hungria                                    | 18–  | Geórgia                   | Alfréd Hajós Swimming Complex, Budapeste Árbitros: Dion Willis (RSA), Pascal Bouchez (FRA) |
| 25 de junho de 2022 21:00 | Súmula | Pontuação por períodos: 3–3, 7–3, 4–5, 4–3 |      |                           | Alfréd Hajós Swimming Complex, Budapeste Árbitros: Dion Willis (RSA), Pascal Bouchez (FRA) |
| 25 de junho de 2022 21:00 | Súmula | Manhercz, Zalánki 4                        | Gols | Shushiashvili, Vapenski 3 | Alfréd Hajós Swimming Complex, Budapeste Árbitros: Dion Willis (RSA), Pascal Bouchez (FRA) |

### Grupo B
| Pos. | Seleção  | PT | J | V | E | D | GM | GS | SG  |
| ---- | -------- | -- | - | - | - | - | -- | -- | --- |
| 1.   | Grécia   | 5  | 3 | 2 | 1 | 0 | 42 | 23 | +19 |
| 2.   | Croácia  | 5  | 3 | 2 | 1 | 0 | 42 | 30 | +12 |
| 3.   | Japão    | 2  | 3 | 1 | 0 | 2 | 32 | 50 | -18 |
| 4.   | Alemanha | 0  | 3 | 0 | 0 | 3 | 28 | 41 | -13 |

| 21 de junho de 2022 18:00 | Súmula | Alemanha                                   | 11–12 | Japão   | Debrecen Swimming Pool Complex, Debrecen Árbitros: Ivan Raković (SRB), Adil Aimbetov (KAZ) |
| 21 de junho de 2022 18:00 | Súmula | Pontuação por períodos: 2–5, 2–3, 2–3, 5–1 |       |         | Debrecen Swimming Pool Complex, Debrecen Árbitros: Ivan Raković (SRB), Adil Aimbetov (KAZ) |
| 21 de junho de 2022 18:00 | Súmula | Schütze 3                                  | Gols  | Inaba 5 | Debrecen Swimming Pool Complex, Debrecen Árbitros: Ivan Raković (SRB), Adil Aimbetov (KAZ) |

| 21 de junho de 2022 19:30 | Súmula | Grécia                                     | 8–8  | Croácia   | Debrecen Swimming Pool Complex, Debrecen Árbitros: Boris Margeta (SLO), David Gómez (ESP) |
| 21 de junho de 2022 19:30 | Súmula | Pontuação por períodos: 4–1, 1–4, 2–1, 1–2 |      |           | Debrecen Swimming Pool Complex, Debrecen Árbitros: Boris Margeta (SLO), David Gómez (ESP) |
| 21 de junho de 2022 19:30 | Súmula | Vlachopoulos 4                             | Gols | Kharkov 3 | Debrecen Swimming Pool Complex, Debrecen Árbitros: Boris Margeta (SLO), David Gómez (ESP) |

| 23 de junho de 2022 18:00 | Súmula | Croácia                                    | 13–9 | Alemanha  | Debrecen Swimming Pool Complex, Debrecen Árbitros: Michiel Zwart (NED), Ivan Raković (SRB) |
| 23 de junho de 2022 18:00 | Súmula | Pontuação por períodos: 4–1, 4–1, 2–2, 3–5 |      |           | Debrecen Swimming Pool Complex, Debrecen Árbitros: Michiel Zwart (NED), Ivan Raković (SRB) |
| 23 de junho de 2022 18:00 | Súmula | Bašić, Krapić 3                            | Gols | Küppers 3 | Debrecen Swimming Pool Complex, Debrecen Árbitros: Michiel Zwart (NED), Ivan Raković (SRB) |

| 23 de junho de 2022 19:30 | Súmula | Japão                                      | 7–18 | Grécia         | Debrecen Swimming Pool Complex, Debrecen Árbitros: Adil Aimbetov (KAZ), Michael Goldenberg (USA) |
| 23 de junho de 2022 19:30 | Súmula | Pontuação por períodos: 1–3, 2–4, 2–5, 2–6 |      |                | Debrecen Swimming Pool Complex, Debrecen Árbitros: Adil Aimbetov (KAZ), Michael Goldenberg (USA) |
| 23 de junho de 2022 19:30 | Súmula | three players 2                            | Gols | Argyropoulos 6 | Debrecen Swimming Pool Complex, Debrecen Árbitros: Adil Aimbetov (KAZ), Michael Goldenberg (USA) |

| 25 de junho de 2022 18:00 | Súmula | Japão                                      | 13–21 | Croácia           | Debrecen Swimming Pool Complex, Debrecen Árbitros: Michael Goldenberg (USA), David Gómez (ESP) |
| 25 de junho de 2022 18:00 | Súmula | Pontuação por períodos: 3–4, 6–3, 2–7, 2–7 |       |                   | Debrecen Swimming Pool Complex, Debrecen Árbitros: Michael Goldenberg (USA), David Gómez (ESP) |
| 25 de junho de 2022 18:00 | Súmula | Inaba 5                                    | Gols  | Kharkov, Krapić 5 | Debrecen Swimming Pool Complex, Debrecen Árbitros: Michael Goldenberg (USA), David Gómez (ESP) |

| 25 de junho de 2022 19:30 | Súmula | Grécia                                     | 16–8 | Alemanha | Debrecen Swimming Pool Complex, Debrecen Árbitros: Harvey Hinds (CUR), Ivan Raković (SRB) |
| 25 de junho de 2022 19:30 | Súmula | Pontuação por períodos: 4–1, 5–1, 4–2, 3–4 |      |          | Debrecen Swimming Pool Complex, Debrecen Árbitros: Harvey Hinds (CUR), Ivan Raković (SRB) |
| 25 de junho de 2022 19:30 | Súmula | Genidounias 5                              | Gols | Božić 2  | Debrecen Swimming Pool Complex, Debrecen Árbitros: Harvey Hinds (CUR), Ivan Raković (SRB) |

### Grupo C
| Pos. | Seleção       | PT | J | V | E | D | GM | GS | SG  |
| ---- | ------------- | -- | - | - | - | - | -- | -- | --- |
| 1.   | Espanha       | 4  | 2 | 2 | 0 | 0 | 42 | 14 | +28 |
| 2.   | Itália        | 2  | 2 | 1 | 0 | 1 | 34 | 18 | +16 |
| 3.   | África do Sul | 0  | 2 | 0 | 0 | 2 | 6  | 50 | -44 |
| 4.   | Canadá[a]     | 0  | 0 | 0 | 0 | 0 | 0  | 0  | 0   |

a  Em 24 de junho, a equipe canadense retirou-se do torneio após vários casos positivos de COVID-19 entre a equipe.
| 21 de junho de 2022 18:00 | Súmula | África do Sul                               | 4–   | Itália     | Sopron Lover Pool, Sopron Árbitros: Radu Matache (ROU), Wallop Jirathornwattana (THA) |
| 21 de junho de 2022 18:00 | Súmula | Pontuação por períodos: 1–3, 1–1, 0–7, 2–11 |      |            | Sopron Lover Pool, Sopron Árbitros: Radu Matache (ROU), Wallop Jirathornwattana (THA) |
| 21 de junho de 2022 18:00 | Súmula | quatro jogadores 1                          | Gols | Fondelli 4 | Sopron Lover Pool, Sopron Árbitros: Radu Matache (ROU), Wallop Jirathornwattana (THA) |

| 23 de junho de 2022 18:00 | Súmula | Espanha                                    | 28–2 | África do Sul    | Sopron Lover Pool, Sopron Árbitros: Wallop Jirathornwattana (THA), Agustin Pinski (ARG) |
| 23 de junho de 2022 18:00 | Súmula | Pontuação por períodos: 7–1, 7–0, 6–1, 8–0 |      |                  | Sopron Lover Pool, Sopron Árbitros: Wallop Jirathornwattana (THA), Agustin Pinski (ARG) |
| 23 de junho de 2022 18:00 | Súmula | Granados 6                                 | Gols | Cronje, Howard 1 | Sopron Lover Pool, Sopron Árbitros: Wallop Jirathornwattana (THA), Agustin Pinski (ARG) |

| 25 de junho de 2022 18:00 | Súmula | Itália                                     | 12–14 | Espanha    | Sopron Lover Pool, Sopron Árbitros: Boris Margeta (SLO), Michiel Zwart (NED) |
| 25 de junho de 2022 18:00 | Súmula | Pontuação por períodos: 4–5, 6–3, 2–2, 0–4 |       |            | Sopron Lover Pool, Sopron Árbitros: Boris Margeta (SLO), Michiel Zwart (NED) |
| 25 de junho de 2022 18:00 | Súmula | Di Somma 3                                 | Gols  | Granados 3 | Sopron Lover Pool, Sopron Árbitros: Boris Margeta (SLO), Michiel Zwart (NED) |

| Anulado | Canadá | – | Espanha |  |

| Cancelado | Itália | – | Canadá |  |

| Cancelado | Canadá | – | África do Sul |  |

### Grupo D
| Pos. | Seleção        | PT | J | V | E | D | GM | GS | SG  |
| ---- | -------------- | -- | - | - | - | - | -- | -- | --- |
| 1.   | Sérvia         | 6  | 3 | 3 | 0 | 0 | 45 | 21 | +24 |
| 2.   | Estados Unidos | 4  | 3 | 2 | 0 | 1 | 44 | 30 | +14 |
| 3.   | Austrália      | 2  | 3 | 1 | 0 | 2 | 24 | 24 | 0   |
| 4.   | Cazaquistão    | 0  | 3 | 0 | 0 | 0 | 11 | 49 | -38 |

| 21 de junho de 2022 18:00 | Súmula | Austrália                                  | 10–4 | Cazaquistão | Szeged Tiszavirág Pool, Szeged Árbitros: Levan Berishvili (GEO), Veselin Mišković (MNE) |
| 21 de junho de 2022 18:00 | Súmula | Pontuação por períodos: 1–0, 3–0, 3–2, 3–2 |      |             | Szeged Tiszavirág Pool, Szeged Árbitros: Levan Berishvili (GEO), Veselin Mišković (MNE) |
| 21 de junho de 2022 18:00 | Súmula | Pavillard, Power 3                         | Gols | Shmider 3   | Szeged Tiszavirág Pool, Szeged Árbitros: Levan Berishvili (GEO), Veselin Mišković (MNE) |

| 21 de junho de 2022 19:30 | Súmula | Estados Unidos                             | 13–17 | Sérvia   | Szeged Tiszavirág Pool, Szeged Árbitros: Georgios Stavridis (GRE), Raffaele Colombo (ITA) |
| 21 de junho de 2022 19:30 | Súmula | Pontuação por períodos: 5–5, 2–3, 3–3, 3–6 |       |          | Szeged Tiszavirág Pool, Szeged Árbitros: Georgios Stavridis (GRE), Raffaele Colombo (ITA) |
| 21 de junho de 2022 19:30 | Súmula | Bowen 4                                    | Gols  | Mandić 4 | Szeged Tiszavirág Pool, Szeged Árbitros: Georgios Stavridis (GRE), Raffaele Colombo (ITA) |

| 23 de junho 2022 18:00 | Súmula | Sérvia                                     | 6–5  | Austrália        | Szeged Tiszavirág Pool, Szeged Árbitros: Raffaele Colombo (ITA), David Gómez (ESP) |
| 23 de junho 2022 18:00 | Súmula | Pontuação por períodos: 1–1, 2–2, 2–2, 1–0 |      |                  | Szeged Tiszavirág Pool, Szeged Árbitros: Raffaele Colombo (ITA), David Gómez (ESP) |
| 23 de junho 2022 18:00 | Súmula | Lukić, Mandić 2                            | Gols | Edwards, Power 2 | Szeged Tiszavirág Pool, Szeged Árbitros: Raffaele Colombo (ITA), David Gómez (ESP) |

| 23 de junho de 2022 19:30 | Súmula | Cazaquistão                                | 4–17 | Estados Unidos | Szeged Tiszavirág Pool, Szeged Árbitros: Levan Berishvili (GEO), Veselin Mišković (MNE) |
| 23 de junho de 2022 19:30 | Súmula | Pontuação por períodos: 1–7, 2–3, 1–2, 0–5 |      |                | Szeged Tiszavirág Pool, Szeged Árbitros: Levan Berishvili (GEO), Veselin Mišković (MNE) |
| 23 de junho de 2022 19:30 | Súmula | Shakenov 2                                 | Gols | Irving 4       | Szeged Tiszavirág Pool, Szeged Árbitros: Levan Berishvili (GEO), Veselin Mišković (MNE) |

| 25 de junho de 2022 18:00 | Súmula | Cazaquistão                                | 3–22 | Sérvia       | Szeged Tiszavirág Pool, Szeged Árbitros: Raffaele Colombo (ITA), Fabio Toffoli (BRA) |
| 25 de junho de 2022 18:00 | Súmula | Pontuação por períodos: 0–4, 1–8, 0–5, 2–5 |      |              | Szeged Tiszavirág Pool, Szeged Árbitros: Raffaele Colombo (ITA), Fabio Toffoli (BRA) |
| 25 de junho de 2022 18:00 | Súmula | Vuksanović 3                               | Gols | S. Rašović 6 | Szeged Tiszavirág Pool, Szeged Árbitros: Raffaele Colombo (ITA), Fabio Toffoli (BRA) |

| 25 de junho de 2022 19:30 | Súmula | Estados Unidos                             | 14–9 | Austrália        | Szeged Tiszavirág Pool, Szeged Árbitros: Levan Berishvili (GEO), Veselin Mišković (MNE) |
| 25 de junho de 2022 19:30 | Súmula | Pontuação por períodos: 4–2, 4–2, 4–3, 2–2 |      |                  | Szeged Tiszavirág Pool, Szeged Árbitros: Levan Berishvili (GEO), Veselin Mišković (MNE) |
| 25 de junho de 2022 19:30 | Súmula | Irving 4                                   | Gols | três jogadores 2 | Szeged Tiszavirág Pool, Szeged Árbitros: Levan Berishvili (GEO), Veselin Mišković (MNE) |

## Segunda fase
Fase eliminatórias
|  | Play-off       | Play-off    |             |                   | Quartas-de-final | Quartas-de-final |            |                     | Semifinal           | Semifinal |  |  | Final | Final |
|  |                |             |             |                   |                  |                  |            |                     |                     |           |  |  |       |       |
|  |                |             |             |                   | 29 de junho      |                  |            |                     |                     |           |  |  |       |       |
|  | 27 de junho    |             |             |                   |                  |                  |            |                     |                     |           |  |  |       |       |
|  | Hungria        | 10          |             |                   |                  |                  |            |                     |                     |           |  |  |       |       |
|  | Hungria        | 10          | Itália      | 17                | 1 de julho       | 1 de julho       |            |                     |                     |           |  |  |       |       |
|  |                | Itália      | Itália      | 17                | 1 de julho       | 1 de julho       | 11         |                     |                     |           |  |  |       |       |
|  | Austrália      | Itália      | 6           |                   | Itália           | 11               | 11         |                     |                     |           |  |  |       |       |
|  | Austrália      | 29 de junho | 6           |                   | Itália           | 11               |            |                     |                     |           |  |  |       |       |
|  | 27 de junho    | 27 de junho |             | Grécia            | 10               |                  |            |                     |                     |           |  |  |       |       |
|  | 27 de junho    | 27 de junho | Grécia      | Grécia            | 10               | 16               |            |                     |                     |           |  |  |       |       |
|  | África do Sul  | 2           | Grécia      |                   |                  | 16               | 3 de julho | 3 de julho          |                     |           |  |  |       |       |
|  | África do Sul  | 2           |             | Estados Unidos    | 11               |                  | 3 de julho | 3 de julho          |                     |           |  |  |       |       |
|  | Estados Unidos | 24          |             | Estados Unidos    | 11               | Itália           | 9 (5)      |                     |                     |           |  |  |       |       |
|  | Estados Unidos | 24          | 29 de junho |                   |                  | Itália           | 9 (5)      |                     |                     |           |  |  |       |       |
|  | 27 de junho    | 27 de junho |             | Espanha (Pênalti) | 9 (6)            |                  |            |                     |                     |           |  |  |       |       |
|  | 27 de junho    | 27 de junho | Espanha     | Espanha (Pênalti) | 9 (6)            | 7                |            |                     |                     |           |  |  |       |       |
|  | Montenegro     | 10          | Espanha     | 1 de julho        | 1 de julho       | 7                |            |                     |                     |           |  |  |       |       |
|  | Montenegro     | 10          |             | 1 de julho        | 1 de julho       | Montenegro       | 6          |                     |                     |           |  |  |       |       |
|  | Japão          | 9           |             | Espanha           | 10               | Montenegro       | 6          | Disputa do 3º lugar | Disputa do 3º lugar |           |  |  |       |       |
|  | Japão          | 9           | 29 de junho | Espanha           | 10               |                  |            | Disputa do 3º lugar | Disputa do 3º lugar |           |  |  |       |       |
|  | 27 de junho    | 27 de junho |             | Croácia           | 5                |                  | 3 de julho | 3 de julho          |                     |           |  |  |       |       |
|  | 27 de junho    | 27 de junho | Sérvia      | Croácia           | 5                | 12               | 3 de julho | 3 de julho          |                     |           |  |  |       |       |
|  | Geórgia        | 7           | Sérvia      |                   |                  | 12               | Grécia     | 9                   |                     |           |  |  |       |       |
|  | Geórgia        | 7           |             | Croácia           | 14               |                  | Grécia     | 9                   |                     |           |  |  |       |       |
|  | Croácia        | 13          |             | Croácia           | 14               | Croácia          | 7          |                     |                     |           |  |  |       |       |
|  | Croácia        | 13          |             |                   |                  | Croácia          | 7          |                     |                     |           |  |  |       |       |

5º lugar
|  | Semifinais               | Semifinais |    |            | 5º lugar       | 5º lugar |  |
|  |                          |            |    |            |                |          |  |
|  | 1 de julho               |            |    |            |                |          |  |
|  | Hungria                  | 11 (4)     |    |            |                |          |  |
|  | Estados Unidos (Pênalti) | 11 (5)     |    |            |                |          |  |
|  |                          |            |    |            |                |          |  |
|  |                          |            |    |            | 3 de julho     |          |  |
|  |                          |            |    |            | Estados Unidos | 10       |  |
|  |                          | Sérvia     | 13 |            |                |          |  |
|  |                          |            |    |            |                |          |  |
|  |                          |            |    |            |                |          |  |
|  |                          |            |    |            | 7º lugar       |          |  |
|  | 1 de julho               | 1 de julho |    | 3 de julho | 3 de julho     |          |  |
|  | Montenegro               | 7          |    | Hungria    | 8              |          |  |
|  | Sérvia                   | 10         |    |            | Montenegro     | 6        |  |

9º lugar
|  | Semifinais    | Semifinais  |    |            | 9º lugar      | 9º lugar |  |
|  |               |             |    |            |               |          |  |
|  | 29 de junho   |             |    |            |               |          |  |
|  | Japão         | 15          |    |            |               |          |  |
|  | Austrália     | 7           |    |            |               |          |  |
|  |               |             |    |            |               |          |  |
|  |               |             |    |            | 1 de julho    |          |  |
|  |               |             |    |            | Japão         | 16       |  |
|  |               | Geórgia     | 15 |            |               |          |  |
|  |               |             |    |            |               |          |  |
|  |               |             |    |            |               |          |  |
|  |               |             |    |            | 11º lugar     |          |  |
|  | 29 de junho   | 29 de junho |    | 1 de julho | 1 de julho    |          |  |
|  | Geórgia       | 20          |    | Austrália  | 19            |          |  |
|  | África do Sul | 7           |    |            | África do Sul | 4        |  |

13º lugar
|  | Semifinais  | Semifinais |             |    | 13º lugar | 13º lugar |
|  |             |            |             |    |           |           |
|  | 27 de junho |            |             |    |           |           |
|  |             |            |             |    |           |           |
|  | Brasil      | 9          |             |    |           |           |
|  | Brasil      | 9          | 29 de junho |    |           |           |
|  | Alemanha    | 10         |             |    |           |           |
|  | Alemanha    | 10         | Alemanha    | 16 |           |           |
|  |             |            | Alemanha    | 16 |           |           |
|  |             |            | Cazaquistão | 7  |           |           |
|  |             |            | Cazaquistão | 7  |           |           |
|  |             |            |             |    |           |           |
|  |             |            |             |    |           |           |
|  |             |            |             |    |           |           |

### Play-offs
| 27 de junho de 2022 14:00 | Súmula | Montenegro                                 | 10–9 | Japão    | Alfréd Hajós Swimming Complex, Budapeste Árbitros: Michael Goldenberg (USA), Michiel Zwart (NED) |
| 27 de junho de 2022 14:00 | Súmula | Pontuação por períodos: 3–1, 2–5, 3–2, 2–1 |      |          | Alfréd Hajós Swimming Complex, Budapeste Árbitros: Michael Goldenberg (USA), Michiel Zwart (NED) |
| 27 de junho de 2022 14:00 | Súmula | Perković 3                                 | Gols | Takata 2 | Alfréd Hajós Swimming Complex, Budapeste Árbitros: Michael Goldenberg (USA), Michiel Zwart (NED) |

| 27 de junho de 2022 15:30 | Súmula | Geórgia                                    | 7–13 | Croácia   | Alfréd Hajós Swimming Complex, Budapeste Árbitros: Boris Margeta (SLO), György Kun (HUN) |
| 27 de junho de 2022 15:30 | Súmula | Pontuação por períodos: 2–3, 2–4, 0–3, 3–3 |      |           | Alfréd Hajós Swimming Complex, Budapeste Árbitros: Boris Margeta (SLO), György Kun (HUN) |
| 27 de junho de 2022 15:30 | Súmula | Vapenski, Vasić 2                          | Gols | Kharkov 4 | Alfréd Hajós Swimming Complex, Budapeste Árbitros: Boris Margeta (SLO), György Kun (HUN) |

| 27 de junho de 2022 17:00 | Súmula | Itália                                     | 17–6 | Austrália | Alfréd Hajós Swimming Complex, Budapeste Árbitros: Frank Ohme (GER), Georgios Stavridis (GRE) |
| 27 de junho de 2022 17:00 | Súmula | Pontuação por períodos: 4–0, 3–3, 4–1, 6–2 |      |           | Alfréd Hajós Swimming Complex, Budapeste Árbitros: Frank Ohme (GER), Georgios Stavridis (GRE) |
| 27 de junho de 2022 17:00 | Súmula | Cannella, Del Lungo 3                      | Gols | Edwards 3 | Alfréd Hajós Swimming Complex, Budapeste Árbitros: Frank Ohme (GER), Georgios Stavridis (GRE) |

| 27 de junho de 2022 18:30 | Súmula | África do Sul                              | 2–24 | Estados Unidos | Alfréd Hajós Swimming Complex, Budapeste Árbitros: Adil Aimbetov (KAZ), Andrew Carney (AUS) |
| 27 de junho de 2022 18:30 | Súmula | Pontuação por períodos: 0–6, 0–6, 0–5, 2–7 |      |                | Alfréd Hajós Swimming Complex, Budapeste Árbitros: Adil Aimbetov (KAZ), Andrew Carney (AUS) |
| 27 de junho de 2022 18:30 | Súmula | Stone, Swanepoel 1                         | Gols | Dodd 6         | Alfréd Hajós Swimming Complex, Budapeste Árbitros: Adil Aimbetov (KAZ), Andrew Carney (AUS) |

### Quartas de final
| 29 de junho de 2022 13:00 | Súmula | Grécia                                     | 16–11 | Estados Unidos  | Alfréd Hajós Swimming Complex, Budapeste Árbitros: Michiel Zwart (NED), Frank Ohme (GER) |
| 29 de junho de 2022 13:00 | Súmula | Pontuação por períodos: 3–1, 4–6, 3–0, 6–4 |       |                 | Alfréd Hajós Swimming Complex, Budapeste Árbitros: Michiel Zwart (NED), Frank Ohme (GER) |
| 29 de junho de 2022 13:00 | Súmula | Argyropoulos 5                             | Gols  | three players 3 | Alfréd Hajós Swimming Complex, Budapeste Árbitros: Michiel Zwart (NED), Frank Ohme (GER) |

| 29 de junho de 2022 16:00 | Súmula | Sérvia                                     | 12–14 | Croácia            | Alfréd Hajós Swimming Complex, Budapeste Árbitros: Georgios Stavridis (GRE), György Kun (HUN) |
| 29 de junho de 2022 16:00 | Súmula | Pontuação por períodos: 1–1, 3–4, 5–5, 3–4 |       |                    | Alfréd Hajós Swimming Complex, Budapeste Árbitros: Georgios Stavridis (GRE), György Kun (HUN) |
| 29 de junho de 2022 16:00 | Súmula | Mandić 4                                   | Gols  | quatro jogadores 2 | Alfréd Hajós Swimming Complex, Budapeste Árbitros: Georgios Stavridis (GRE), György Kun (HUN) |

| 29 de junho de 2022 19:30 | Súmula | Espanha                                    | 7–6  | Montenegro | Alfréd Hajós Swimming Complex, Budapeste Árbitros: Michael Goldenberg (USA), Raffaele Colombo (ITA) |
| 29 de junho de 2022 19:30 | Súmula | Pontuação por períodos: 2–1, 3–2, 1–2, 1–1 |      |            | Alfréd Hajós Swimming Complex, Budapeste Árbitros: Michael Goldenberg (USA), Raffaele Colombo (ITA) |
| 29 de junho de 2022 19:30 | Súmula | Mallarach 2                                | Gols | Đurđić 2   | Alfréd Hajós Swimming Complex, Budapeste Árbitros: Michael Goldenberg (USA), Raffaele Colombo (ITA) |

| 29 de junho de 2022 21:00 | Súmula | Hungria                                    | 10–11 | Itália      | Alfréd Hajós Swimming Complex, Budapeste Árbitros: Boris Margeta (SLO), David Gómez (ESP) |
| 29 de junho de 2022 21:00 | Súmula | Pontuação por períodos: 3–2, 2–4, 1–2, 4–3 |       |             | Alfréd Hajós Swimming Complex, Budapeste Árbitros: Boris Margeta (SLO), David Gómez (ESP) |
| 29 de junho de 2022 21:00 | Súmula | Vámos 3                                    | Gols  | Di Fulvio 4 | Alfréd Hajós Swimming Complex, Budapeste Árbitros: Boris Margeta (SLO), David Gómez (ESP) |

### Semifinais do 13º ao 16º lugares
| 27 de junho de 2022 17:00 | Súmula | Brasil                                     | 9–10 | Alemanha              | Szeged Tiszavirág Pool, Szeged Árbitros: Radu Matache (ROU), Levan Bertishvili (GEO) |
| 27 de junho de 2022 17:00 | Súmula | Pontuação por períodos: 2–2, 3–2, 3–3, 1–3 |      |                       | Szeged Tiszavirág Pool, Szeged Árbitros: Radu Matache (ROU), Levan Bertishvili (GEO) |
| 27 de junho de 2022 17:00 | Súmula | Coutinho 3                                 | Gols | Küppers, Strelezkij 3 | Szeged Tiszavirág Pool, Szeged Árbitros: Radu Matache (ROU), Levan Bertishvili (GEO) |

### Semifinais do 9º ao 12º lugares
| 29 de junho de 2022 17:00 | Súmula | Japão                                      | 15–7 | Austrália        | Szeged Tiszavirág Pool, Szeged Árbitros: Ivan Raković (SRB), Veselin Mišković (MNE) |
| 29 de junho de 2022 17:00 | Súmula | Pontuação por períodos: 2–2, 5–2, 5–2, 3–1 |      |                  | Szeged Tiszavirág Pool, Szeged Árbitros: Ivan Raković (SRB), Veselin Mišković (MNE) |
| 29 de junho de 2022 17:00 | Súmula | Date 4                                     | Gols | sete jogadores 1 | Szeged Tiszavirág Pool, Szeged Árbitros: Ivan Raković (SRB), Veselin Mišković (MNE) |

| 29 de junho de 2022 18:30 | Súmula | Geórgia                                    | 20–7 | África do Sul | Szeged Tiszavirág Pool, Szeged Árbitros: Radu Matache (ROU), Anbar Anbar (KUW) |
| 29 de junho de 2022 18:30 | Súmula | Pontuação por períodos: 3–1, 5–1, 7–2, 5–3 |      |               | Szeged Tiszavirág Pool, Szeged Árbitros: Radu Matache (ROU), Anbar Anbar (KUW) |
| 29 de junho de 2022 18:30 | Súmula | três jogadores 3                           | Gols | Olver 2       | Szeged Tiszavirág Pool, Szeged Árbitros: Radu Matache (ROU), Anbar Anbar (KUW) |

### Semifinais do 5º ao 8º lugares
| 1 de julho de 2022 14:30 | Súmula | Montenegro                                 | 7–10 | Sérvia               | Alfréd Hajós Swimming Complex, Budapeste Árbitros: Georgios Stavridis (GRE), David Gómez (ESP) |
| 1 de julho de 2022 14:30 | Súmula | Pontuação por períodos: 2–2, 2–3, 2–3, 1–2 |      |                      | Alfréd Hajós Swimming Complex, Budapeste Árbitros: Georgios Stavridis (GRE), David Gómez (ESP) |
| 1 de julho de 2022 14:30 | Súmula | Đurđić 3                                   | Gols | Jakšić, S. Rašović 3 | Alfréd Hajós Swimming Complex, Budapeste Árbitros: Georgios Stavridis (GRE), David Gómez (ESP) |

| 1 de julho de 2022 21:00 | Súmula | Hungria                                             | 15–16 | Estados Unidos | Alfréd Hajós Swimming Complex, Budapeste Árbitros: Maro Savinović (CRO), Raffaele Colombo (ITA) |
| 1 de julho de 2022 21:00 | Súmula | Pontuação por períodos: 4–3, 2–2, 2–3, 3–3 PEN: 4–5 |       |                | Alfréd Hajós Swimming Complex, Budapeste Árbitros: Maro Savinović (CRO), Raffaele Colombo (ITA) |
| 1 de julho de 2022 21:00 | Súmula | Manhercz, Nagy 3                                    | Gols  | Daube 3        | Alfréd Hajós Swimming Complex, Budapeste Árbitros: Maro Savinović (CRO), Raffaele Colombo (ITA) |

### Semifinais
| 1 de julho de 2022 16:00 | Súmula | Itália                                     | 11–10 | Grécia         | Alfréd Hajós Swimming Complex, Budapeste Árbitros: Michael Goldenberg (USA), Michiel Zwart (NED) |
| 1 de julho de 2022 16:00 | Súmula | Pontuação por períodos: 4–2, 2–3, 1–1, 4–4 |       |                | Alfréd Hajós Swimming Complex, Budapeste Árbitros: Michael Goldenberg (USA), Michiel Zwart (NED) |
| 1 de julho de 2022 16:00 | Súmula | Dolce 3                                    | Gols  | Vlachopoulos 3 | Alfréd Hajós Swimming Complex, Budapeste Árbitros: Michael Goldenberg (USA), Michiel Zwart (NED) |

| 1 de julho de 2022 19:30 | Súmula | Espanha                                    | 10–5 | Croácia | Alfréd Hajós Swimming Complex, Budapeste Árbitros: Boris Margeta (SLO), Frank Ohme (GER) |
| 1 de julho de 2022 19:30 | Súmula | Pontuação por períodos: 3–3, 4–2, 0–0, 3–0 |      |         | Alfréd Hajós Swimming Complex, Budapeste Árbitros: Boris Margeta (SLO), Frank Ohme (GER) |
| 1 de julho de 2022 19:30 | Súmula | Granados 4                                 | Gols | Bukić 2 | Alfréd Hajós Swimming Complex, Budapeste Árbitros: Boris Margeta (SLO), Frank Ohme (GER) |

### Decisão do 13º lugar
| 29 de junho de2022 15:30 | Súmula | Alemanha                                   | 16–7 | Cazaquistão | Szeged Tiszavirág Pool, Szeged Árbitros: Levan Berishvili (GEO), Agustin Pinski (ARG) |
| 29 de junho de2022 15:30 | Súmula | Pontuação por períodos: 4–2, 4–2, 3–1, 5–2 |      |             | Szeged Tiszavirág Pool, Szeged Árbitros: Levan Berishvili (GEO), Agustin Pinski (ARG) |
| 29 de junho de2022 15:30 | Súmula | Küppers 4                                  | Gols | Shakenov 3  | Szeged Tiszavirág Pool, Szeged Árbitros: Levan Berishvili (GEO), Agustin Pinski (ARG) |

### Decisão do 11º lugar
| 1 de julho de 2022 17:00 | Súmula | Austrália                                  | 19–4 | África do Sul | Szeged Tiszavirág Pool, Szeged Árbitros: Levan Berishvili (GEO), Agustin Pinski (ARG) |
| 1 de julho de 2022 17:00 | Súmula | Pontuação por períodos: 3–2, 6–0, 4–1, 6–1 |      |               | Szeged Tiszavirág Pool, Szeged Árbitros: Levan Berishvili (GEO), Agustin Pinski (ARG) |
| 1 de julho de 2022 17:00 | Súmula | Pavillard 5                                | Gols | Swanepoel 2   | Szeged Tiszavirág Pool, Szeged Árbitros: Levan Berishvili (GEO), Agustin Pinski (ARG) |

### Decisão do 9º lugar
| 1 de julho de 2022 18:30 | Súmula | Japão                                      | 16–  | Geórgia             | Szeged Tiszavirág Pool, Szeged Árbitros: Veselin Mišković (MNE), Ivan Raković (SRB) |
| 1 de julho de 2022 18:30 | Súmula | Pontuação por períodos: 3–5, 7–4, 2–2, 4–4 |      |                     | Szeged Tiszavirág Pool, Szeged Árbitros: Veselin Mišković (MNE), Ivan Raković (SRB) |
| 1 de julho de 2022 18:30 | Súmula | Adachi 5                                   | Gols | Bitadze, Vapenski 4 | Szeged Tiszavirág Pool, Szeged Árbitros: Veselin Mišković (MNE), Ivan Raković (SRB) |

### Decisão do 7º lugar
| 3 de julho de 2022 13:00 | Súmula | Hungria                                    | 8–6  | Montenegro       | Alfréd Hajós Swimming Complex, Budapeste Árbitros: Levan Bertishvili (GEO), David Gómez (ESP) |
| 3 de julho de 2022 13:00 | Súmula | Pontuação por períodos: 1–0, 4–2, 2–1, 1–3 |      |                  | Alfréd Hajós Swimming Complex, Budapeste Árbitros: Levan Bertishvili (GEO), David Gómez (ESP) |
| 3 de julho de 2022 13:00 | Súmula | Nagy, Zalánki 2                            | Gols | três jogadores 2 | Alfréd Hajós Swimming Complex, Budapeste Árbitros: Levan Bertishvili (GEO), David Gómez (ESP) |

### Decisão do 5º lugar
| 3 de julho de 2022 17:00 | Súmula | Estados Unidos                             | 10–13 | Sérvia       | Alfréd Hajós Swimming Complex, Budapeste Árbitros: György Kun (HUN), Raffaele Colombo (ITA) |
| 3 de julho de 2022 17:00 | Súmula | Pontuação por períodos: 3–3, 3–5, 1–3, 3–2 |       |              | Alfréd Hajós Swimming Complex, Budapeste Árbitros: György Kun (HUN), Raffaele Colombo (ITA) |
| 3 de julho de 2022 17:00 | Súmula | Bowen 4                                    | Gols  | S. Rašović 4 | Alfréd Hajós Swimming Complex, Budapeste Árbitros: György Kun (HUN), Raffaele Colombo (ITA) |

### Disputa pelo bronze
| 3 de julho de 2022 14:30 | Súmula | Grécia                                     | 9–7  | Croácia | Alfréd Hajós Swimming Complex, Budapeste Árbitros: Frank Ohme (GER), Michiel Zwart (NED) |
| 3 de julho de 2022 14:30 | Súmula | Pontuação por períodos: 1–0, 4–3, 3–2, 1–2 |      |         | Alfréd Hajós Swimming Complex, Budapeste Árbitros: Frank Ohme (GER), Michiel Zwart (NED) |
| 3 de julho de 2022 14:30 | Súmula | Kakaris 3                                  | Gols | Bukić 2 | Alfréd Hajós Swimming Complex, Budapeste Árbitros: Frank Ohme (GER), Michiel Zwart (NED) |

### Final
| 3 de julho de 2022 20:00 | Súmula | Itália                                              | 14–15 | Espanha    | Alfréd Hajós Swimming Complex, Budapeste Árbitros: Boris Margeta (SLO), Georgios Stavridis (GRE) |
| 3 de julho de 2022 20:00 | Súmula | Pontuação por períodos: 3–3, 0–3, 3–2, 3–1 PEN: 5–6 |       |            | Alfréd Hajós Swimming Complex, Budapeste Árbitros: Boris Margeta (SLO), Georgios Stavridis (GRE) |
| 3 de julho de 2022 20:00 | Súmula | Cannella 2                                          | Gols  | Granados 4 | Alfréd Hajós Swimming Complex, Budapeste Árbitros: Boris Margeta (SLO), Georgios Stavridis (GRE) |

## Classificação final
| Posição           | Seleção        |
| ----------------- | -------------- |
| Medalha de ouro   | Espanha        |
| Medalha de prata  | Itália         |
| Medalha de bronze | Grécia         |
| 4                 | Croácia        |
| 5                 | Sérvia         |
| 6                 | Estados Unidos |
| 7                 | Hungria        |
| 8                 | Montenegro     |
| 9                 | Japão          |
| 10                | Geórgia        |
| 11                | Austrália      |
| 12                | África do Sul  |
| 13                | Alemanha       |
| 14                | Cazaquistão    |
| 15                | Brasil         |
| 16                | Canadá         |

| Polo aquático no Campeonato Mundial de Esportes Aquáticos de 2022 - Masculino |
| ----------------------------------------------------------------------------- |
| Espanha Campeã (3° título)                                                    |

## Prêmios
Os prêmios foram anunciados em 3 de julho de 2022. 
| Artilheiro - USA Alexandre Bowen (21 gols) Melhor goleiro - ESP Unai Aguirre Melhor jogador (MVP) - ESP Felipe Perrone | Seleção do campeonato - CRO Konstantin Kharkov - GRE Konstantinos Kakaris - ITA Francesco di Fulvio - SRB Strahinja Rašović - ESP Álvaro Granados - USA Alex Bowen |